# Гептаплатиналитий
Гептаплатинали́тий — бинарное неорганическое соединение, интерметаллид
платины и лития
с формулой LiPt7,
кристаллы.

## Физические свойства
Образует кристаллы кубической сингонии (гранецентрированная решётка), пространственная группа F m3m, параметры ячейки a = 0,77632 нм, Z = 4, структура типа гептаплатинамагния MgPt7.
Имеет область гомогенности 57,5÷88 ат.% платины.